# バスビー・ベイブス
バスビー・ベイブス（Busby Babes, バスビーの子供たち）は、イングランドのサッカークラブ、マンチェスター・ユナイテッドFCにおいて、1940年代後半から1950年代に下部組織から昇格した選手の総称。
名前の由来は、当時のトップチームの監督であったマット・バスビーより。

## 歴史

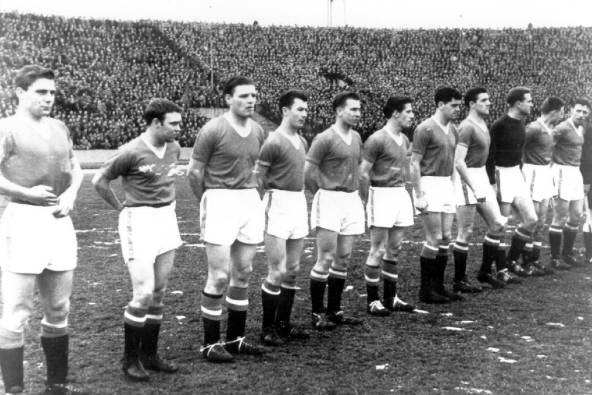
バスビー・ベイブスの面々（1958年）

バスビー・ベイブスは単に才能ある若手選手というだけでなく、皆マンチェスター・ユナイテッドの下部組織で育成された生え抜きであることが特筆される。20代前半の若手選手たちで構成されたバスビー・ベイブスは1955–56・1956–57シーズンのリーグ連覇を達成した。
しかし、1958年2月のミュンヘンの悲劇により、ダンカン・エドワーズをはじめ8人の選手が死亡、2名が再起不能になる大打撃を受けた。
それでもボビー・チャールトン、デニス・ヴァイオレット、ビル・フォルケスら悲劇を生き延びた選手たちによってチームが再建された。1950年代末から1960年代初頭にかけて、バスビー・ベイブスの多くはチームを離れた。そして1969年にマット・バスビーが引退し、バスビー・ベイブスは終わりを告げた。